# Graafschap Verdun

Het Graafschap Verdun ontstond na de splitsing van het Hertogdom Lotharingen in 959 en was een deel het Hertogdom Opper-Lotharingen. De eerste graaf was Godfried van Verdun (963-1002). Godfried werd rond het jaar 990 meermaals gevangengenomen.
Na de dood van Keizer Otto II werd aartskanselier  Willigis de sterke man in het Heilig Roomse Rijk. Hij gaf aan prins-bisschop Haimo het recht om de graaf van Verdun te benoemen. De graven van Verdun zijn bijna allen telgen uit het Huis Ardennen.
In 1134 annexeerde prins-bisschop Adalbero III van Chiny het graafschap aan het Prinsbisdom Verdun en verloor Reinoud I van Bar de titel.

## Graaf van Verdun
- Godfried van Verdun (963-1002)
- Godfried II (1002-1012)
- Frederik van Verdun (1012-1022)
- Herman van Ename (1022-1024)
- Lodewijk I van Chiny (1024-1025)
- Godfried III (1025-1069)
- Godfried IV (1069-1076)
- Mathilde van Toscane (1076-1086) weduwe van Godfried IV
- Godfried van Bouillon (1086-1095) neef van Godfried IV
- Diederik I van Montbéliard (1095-1105)
- Reinoud I van Bar (1105-1134)